# Ana Tuba
Ana Tuba (ur. 10 sierpnia 1989) – serbska zapaśniczka walcząca w stylu wolnym. Osiemnasta na mistrzostwach Europy w 2012. Złota medalistka mistrzostw śródziemnomorskich w 2014 i brązowa w 2012. Występuje również w grapplingu, trzecia w MŚ i ME w 2012 roku.